# 青麟
青麟（1804年—1854年），又名青麐，字龙宾，号墨卿，图们氏，满洲正白旗人。道光庚子科举人，辛丑科进士。选庶吉士，授编修，迁中允擢侍讲。五迁至内阁学士。督江苏學政有官譽。咸丰二年，擢户部侍郎。督催丰北塞决工程。三年出督湖北学政（相當于省教育廳長），调礼部侍郎，官至湖北巡撫。著有《古愚軒全集》（有现代版《古愚軒全集存稿》，2010）。

## 德安守功
- 时太平軍由江西回窜湖北，青麟按试德安，闻戰報停试，督率知府易容之募乡勇筹防守，府城获全。疏陈军事，请湖北、江西、安徽三省合剿，以期得力。
- 四年，授湖北巡抚。城中兵仅千人，荆州将军台涌署湖廣总督，未到任；而太平軍由黄州进至汉阳、汉口，渡江欲第二次扑攻武昌。青麟督总兵杨昌泗、游击侯凤岐与副都统魁玉水陆合击，擊退太平軍；复败之豹子海、鲁家港，毁贼垒五。

## 武昌省城失守
- 已而太平軍扑塘角、鲇鱼套，逼攻省城，青麟在武昌武胜门督战，城中忽火起，土匪内应，兵尽溃，武昌第二次失守。青麟将自殺，众阻止自殺擁之逃到长沙，折赴荆州。

## 咸豐怒斬
- 初，清文宗闻青麟出家財犒军，甚嘉之，至是愤武昌屡失，弃城越境，罪尤重，诏曰：“青麟简任封圻，正当贼匪充斥，武昌兵单饷匮。朕以其任学政时保守德安，念其勤劳，畀以重任。省垣布置，屡次击贼获胜。八十馀日之中，困苦艰难，所奏原无虚假，朕方严催援兵接应。六月初间，魁玉、杨昌泗等连破贼营，但能激厉力战，何致遽陷？婴城固守，解围有日，犹将宥过论功。纵力尽捐躯，褒忠有典，岂不心迹光明？乃仓皇远避，径赴长沙，直是弃城而逃。长沙非所辖之地，越境偷生，何词以解？若再加宽典，是疆臣守土之责，几成具文，何以对死事诸臣耶！朕赏罚一秉大公，岂能以前此微劳，稍从末减？俟到荆州时，交官文传旨正法。”遂令官文斬青麟。
- 逝後，曾國藩為青麟抱不平。

## 家庭
- 始祖珠祿。圖門氏,“珠祿，正白旗人，世居烏喇地方，來歸年分無考”（据《八旗滿洲氏族通譜》卷56）。
- 世祖碩洛。
- 世祖章泰。胞兄赫深，驍騎校，從征江西、湖廣，授雲騎尉。
- 太高组瑚爾善（又瑚爾禪），任陵寢總管。
- 高祖萬柱。
- 曾祖德魁。胞兄德山；其女圖門氏嫁正蓝旗满洲覺羅博清阿，其子道光乙未進士覺羅祥慶，先祖覺羅索長阿。
- 祖父：廣玉，署浙江巡撫，著有《盛世良圖記》，子多人，见几部《图们氏宗谱》及延昌、崇雯(崇翰池)日记。
- 父鶴算（字砚畲），禮部主事，著有《心逸轩诗存》（道光十三年（1833年）癸巳科进士杨文定序），与内务府镶黄旗汉军、乾隆六十年（1795年）乙卯恩科进士高鹗好友，有诗歌唱和。母瓜爾佳氏（父知府豐延泰）。
- 妻：正白旗满洲瓜尔佳氏富明之女。
- 叔伯鶴春。女一圖們氏嫁正藍旗滿洲、陝西興平縣知縣赫舍里氏三音圖（父福建按察使舒靈阿字号朴斋，胞叔道光壬辰恩科進士舒兴阿 (赫舍里氏)，其孙女同治敬懿皇贵妃，祖父杭州將軍成明）；女二圖們氏嫁镶白旗满洲、蘇完瓜爾佳氏定保（胞兄兵部左侍郎、鑲黃旗滿洲都統、清末重要将领勝保）。鹤林、鹤文。两人皆娶正黄旗满洲那拉氏，雍正嫡后孝敬宪皇后之弟五格曾孙女，世袭一等承恩公德禄孙女、山西大同游击署参将祥住（亦祥柱）之两女那拉氏。《图们氏宗谱》记载署浙江巡撫广玉之子鹤林、鹤文皆娶正黄旗满洲世袭公德（禄）公孙女、世袭公山西大同世袭公游击祥柱之女（家谱记载祥住为世袭公，但实际祥住并未袭公爵，由其侄嵩山亦松山，即德禄的孙子袭公爵）。再查台湾故宫文献资料处奏折有嘉庆二十年，祥住，四十八岁，山西大同镇游击，原是京城三等侍卫什长外放，是滿洲正黃旗烏爾袞保佐領下人，即世袭公德禄之子，和孝敬宪皇后之弟五格的孙子副都统（那拉）德福同属滿洲正黃旗烏爾袞保佐領下人，台湾故宫人名权威资料显示德保、德禄、德福是兄弟，家族承袭孝敬宪皇后的一等承恩公，后改三等公爵。鶴鳴，配鑲白旗滿洲烏蘇氏禮部尚書達椿兄弟永善之子知府福綸布之女。鶴鳴之子徵麟，其女嫁肅親王永錫孫子宗室銳莊之子麒兆為繼室，光緒二十六年庚子國變殉難，麒兆元配傅森 (軍機大臣)子英麟之女鈕祜祿氏。鹤秀，其媳为宗室奉恩将军乌尔衮泰之女。
- 姑母：圖門氏，嫁宗室訥爾和春（先祖敬謹親王蘭布）。其子宗室濯麟，妻董鄂氏（父正黄旗满州瑞林，母鈕祜祿氏（父鑲紅旗滿洲、戶部尚書景安）；祖父乾隆四十六年進士玉保，祖伯父乾隆三十七年（1772年）壬辰科进士鐵保）。
- 胞兄肇麟（字治庭）,掌陝西道監察御史。妻張氏（父鑲黃旗漢軍、三等男、雲南臨元鎮總兵張玉龍,袭六世祖張大猷三等男爵），肇麟孙女嫁正白旗佟佳氏云南总兵国世春之孙善庆。胞弟金麟，娶正蓝旗他塔喇氏秀堃堂弟贵州按察使太常寺卿衔福连之女。
- 堂兄弟：徵麟（胞伯鹤鸣之子），其女嫁肃亲王永錫孙子宗室锐庄之子麒兆为继室，光绪二十六年庚子国变殉难，麒兆元配傅森 (军机大臣)子英麟之女鈕祜祿氏。增保，鹤林之子，官内阁中书国史馆协修外放神木理事同知，娶进士觉罗普庆之女（进士觉罗祥庆堂弟），侄女觉罗氏嫁大学士裕德。增保在同治回乱阵亡，由世姻正白旗佟佳氏松寿(字鹤龄)抚灵柩回京，该图们氏家族和正白旗佟佳氏联姻较多，增保嗣子舒桂娶正白旗满洲昭陵总管前任副都统衔塔尔巴哈台参赞大臣英秀之女。
- 子寶壽。
- 女儿：圖門氏，嫁正蓝旗满洲他塔喇氏靈浩；其父毓量，祖父嘉庆六年（1801年）进士秀堃，胞姊他塔喇氏嫁镶白旗满洲、咸丰壬子（1852）科举人彥佳氏玉瓚（其胞叔道光二十年庚子（1840）联捷进士敬和），堂姊他塔喇氏嫁正蓝旗汉军、光緒二年（1876）恩科進士胡俊章。
- 侄孫：惠陵總司監督延昌。嫡妻镶蓝旗富察氏明善（字韫田）之侄直隸霸昌道庆约（庆岳）女，昌宜泰孙女，为进士吉達善、吉年母亲家。继配李氏（父内务府正白旗汉军魁順，胞叔湖南按察使魁聯，堂侄科举人词人画家李孺；胞妹李氏，嫁镶蓝旗满洲赫舍里氏恩玉（父湖北按察使、世袭骑都尉多山，母額勒圖特氏；胞叔道光戊戌科進士如山，姑母赫舍里氏封道光帝之常妃 (道光帝)））。延昌继室李氏的妹妹（恩玉夫人）将延昌的女儿做媒内务府正白旗满洲、大臣英和的玄孙。延昌师从镶白旗蒙古进士惠林(字杏田)，和同旗喜塔腊氏将军庆裕、正黄旗納蘭成德後裔副都統容山為兒女姻親 （延昌女曾嫁广西巡抚庆裕子，延昌子四品顶戴吏部员外郎崇雯娶正黄旗满洲那拉氏，原任正蓝旗汉军副都统副都统容山次女,崇雯(崇瀚池)和那拉氏同庚，生于光绪五年，见《崇瀚池年谱》。）崇雯民国改名万开雯，辛亥革命后赴东北任奉吉黑电政监督处收发管卷员，后历任公主岭、铁龄、长春农安电报局局长。1922年获交通部署总长高恩洪颁发本部二等三级奖章。九一八事变后，他重返北京。1933年，北平市府命令:市长周大文府令:委任万开雯为本府财政局科员此令，为北平财政局第一科科员。三十年代，万开雯和容山次女家住北京府右街饽饽房十七号。生有子女九人，至少五人存世，子有万庠之、万序之、万荫之、女有万庭之、万庚之。延昌曾由其叔曾祖鹤文抚育，延昌父宝善病卒于亲戚家胜保军营。延昌曾先后课教在满洲贵族家，如教授觉罗宝兴的孙子即钟禄之子和秀堃之孙灵汉的弟弟灵浩。

## 延伸阅读
[在维基数据编辑]
 《清史稿·卷397》，出自趙爾巽《清史稿》